# فابريكا زفيوزد
فابريكا زفيوزد (الروسية: Фабрика звёзд) ومعناها "مصنع النجوم") هو برنامج مواهب تلفزيوني روسي شهير بُث على القناة الأولى من عام 2002 حتى عام 2007.
في عام 2011، أعلن البرنامج أنه سيعود بموسم كل النجوم الثامن وفي عام 2012 للموسم التاسع بتنسيق مصنع النجوم: روسيا ضد أوكرانيا . توقف البرنامج بعد ذلك لمدة خمس سنوات قبل إعادة إطلاق الموسم العاشر في عام 2017 على قناة موز تي في Muz-TV. قدمت تسعة من أصل عشرة مواسم يانا تشوريكوفا، وموسم واحد قدمته كسينيا سوبتشاك.

## روابط خارجية
- الموقع الرسمي (بالروسية)